# Zanthoxylum bungeanum
Zanthoxylum bungeanum là một loài thực vật có hoa trong họ Cửu lý hương. Loài này được Maxim. miêu tả khoa học đầu tiên năm 1871. Loài này là một trong số các loài thuộc chi Zanthoxylum được dùng để chế biến loại gia vị tiêu Tứ Xuyên nổi tiếng.
Z. bungeanum vốn xuất xứ từ Trung Quốc, và được trồng cả ở Uzbekistan.